# René van Hove
René van Hove (11 de abril de 1915, data de morte desconhecida) foi um ciclista holandês.
Disputou os Jogos Olímpicos de Berlim 1936 na prova de estrada (individual e por equipes), embora não conseguiu terminar em ambas as corridas.